# Lost on You (album LP)
| Recensione    | Giudizio |
| ------------- | -------- |
| AllMusic      |          |
| MelodicaMente |          |

Lost on You è il quarto album in studio della cantautrice statunitense LP, pubblicato il 9 dicembre 2016.

## Descrizione
Il disco è composto da dieci tracce, cinque delle quali già presenti nell'EP Death Valley, uscito nel giugno 2016.

## Tracce
Versione per CD
1. Muddy Waters – 3:48 (LP, Mike Del Rio, Joshua Record)
2. No Witness – 3:28 (LP, Mike Del Rio, Ricky Luna)
3. Lost on You – 4:28 (LP, Michael Gonzales, Nathaniel Campany)
4. Up Against Me – 3:02 (LP, PJ Bianco)
5. Tightrope – 3:38 (LP, Mike Del Rio, Nikolai Potthoff)
6. Other People – 4:04 (LP, Nathaniel Campany, Ben Romans)
7. Into the Wild – 3:39 (LP, PJ Bianco)
8. Strange – 3:54 (LP, Nathaniel Campany, Mike Del Rio)
9. Death Valley – 2:52 (LP, David Thomas)
10. You Want It All – 4:11 (LP, Jonathan Malone, Mike Del Rio, PJ Bianco)

Versione per Spotify
1. Muddy Waters – 3:49 (LP, Mike Del Rio, Joshua Record)
2. Lost on You – 4:26 (LP, Michael Gonzales, Nathaniel Campany)
3. Strange – 3:55 (LP, Nathaniel Campany, Mike Del Rio)
4. Death Valley – 2:52 (LP, David Thomas)
5. Other People – 4:05 (LP, Nathaniel Campany, Ben Romans)
6. No Witness – 3:28 (LP, Mike Del Rio, Ricky Luna)
7. Up Against Me – 3:02 (LP, PJ Bianco)
8. Tightrope – 3:39 (LP, Mike Del Rio, Nikolai Potthoff)
9. Into the Wild – 3:40 (LP, PJ Bianco)
10. You Want It All – 4:11 (LP, Jonathan Malone, Mike Del Rio, PJ Bianco)

## Classifiche
| Classifica (2016-19) | Posizione massima |
| -------------------- | ----------------- |
| Austria              | 34                |
| Belgio (Fiandre)     | 43                |
| Belgio (Vallonia)    | 4                 |
| Francia              | 6                 |
| Germania             | 50                |
| Italia               | 8                 |
| Lettonia             | 15                |
| Messico              | 33                |
| Paesi Bassi          | 58                |
| Polonia              | 6                 |
| Portogallo           | 46                |
| Regno Unito          | 17                |
| Repubblica Ceca      | 4                 |
| Slovacchia           | 12                |
| Spagna               | 61                |
| Svizzera             | 7                 |

### Classifiche di fine anno
| Classifica (2019) | Posizione |
| ----------------- | --------- |
| Messico           | 78        |